# Stenopogon porcus
Stenopogon porcus är en tvåvingeart som beskrevs av Friedrich Hermann Loew 1871. Stenopogon porcus ingår i släktet Stenopogon och familjen rovflugor. Inga underarter finns listade i Catalogue of Life.